# Josse Goffin
Pour les articles homonymes, voir Goffin.
Josse Goffin, né le 2 novembre 1938 à Bruxelles dans la province de Brabant et mort le 9 juillet 2024 à Ixelles, est un artiste, graphiste, affichiste, auteur, illustrateur de littérature d'enfance et de jeunesse belge.

## Biographie
Josse Goffin naît le 2 novembre 1938 à Bruxelles.
Enfant, il lit Les Aventures de Tintin‚ Spirou‚ Zig et Puce. Il avoue admirer Maurice Sendak‚ Tomi Ungerer‚ toutes les histoires de Babar et le travail de Saul Steinberg le fait rêver.
Il étudie le dessin et le graphisme à École nationale supérieure des arts visuels de La Cambre. Selon Maurice Rosy, il travaille début 1960 au bureau de dessin des éditions Dupuis. Ensuite, il travaille pour des maisons d'édition et des agences de publicité à Paris. Dès son retour à Bruxelles en 1962, il poursuit sa carrière comme illustrateur et dessinateur indépendant. Il réalise de nombreuses couvertures de livres ou de magazines dont deux pour Spirou à l'occasion de la Noël en 1960 et Pâques en 1967. Il réalise encore des pochettes de disque dont deux de Julos Beaucarne, affiches ou encore de génériques pour la télévision,. 
Sa pratique de l'aquarelle où les thèmes représentés sont des monstres ailés, des poissons fragmentés ou des squelettes ont amené certains critiques à le surnommer le Jérôme Bosch contemporain. Selon Mich Minne : « Il associe effectivement des objets de manière illogique et surtout sans respecter l'échelle de représentation. La qualité de ces libres associations crée non seulement une mythologie onirique, mais dégage aussi un pouvoir poétique corrosif à souhait, non dénué d'humour cependant et d'angoisse parfois aussi. »
Parallèlement, il enseigne à l'ENSAV de 1977 ou 1979 (selon les sources) à 2004,.
Ses travaux font l'objet d'exposition personnelles à Bruxelles en 1974, à Amsterdam en 1975 ; Namur, Tournai, Anvers, Bruxelles, Lille en 1982, à Cologne en 1983.
Il obtient le Grand prix graphique à la Foire du livre de jeunesse de Bologne en 1992 pour son album jeunesse Oh !.
À l’occasion de la rétrospective de son travail à Bruxelles en 2010 paraît un ouvrage édité aux Éditions Racine intitulé Josse Goffin / Inventaire, retraçant l’ensemble de sa carrière. L'ouvrage Conversation avec Josse Goffin paraît quant à lui en 2013 aux Éditions Tandem.
Josse Goffin meurt le 9 juillet 2024, à l'âge de 85 ans, à Ixelles.
Créée en avril 2024, la Fondation Josse Goffin a pour vocation la pérennisation et la valorisation de l'œuvre de Josse Goffin. 

### Vie privée
Josse Goffin travaillait dans son atelier à Ixelles. Il était marié et il avait deux enfants.

## Œuvres

### Livres jeunesse

#### Comme auteur et illustrateur
- Oh !, Paris, Réunion des musées nationaux, 1991  (ISBN 2711824578), Ouvrage réédité à de nombreuses reprises et publiés dans de nombreuses langues.
- Ah !, Paris, RMN, coll. « RMN Enfants », 1991  (ISBN 9782711824588), Ouvrage réédité à de nombreuses reprises et publiés dans de nombreuses langues.
- Oui[14], Tournai, Calligram, 1992  (ISBN 2-88445-098-X).
- Petit Poisson, Namur, Mijade, 2003  (ISBN 2871423954).

#### Comme illustrateur
- Grand-mère Sucre, grand-père Chocolat, Texte : Gigi Bigot, Bayard Jeunesse, coll. « Belles histoires », 2001  (ISBN 2-7470-0142-3).
- Drôle de doudou ![15], Texte : Evelyne Reberg, Bayard Jeunesse, coll. « Les belles histoires des tout-petits », 2002  (ISBN 274700435X).
- L'Imagier malin[15], Texte : Marie-Agnès Gaudrat-Pourcel, Les Arènes, coll. « Les belles histoires des tout-petits », 2016  (ISBN 9782352044987).

### Beaux-livres
- Josse Goffin (ill.), Michel Oleffe et Vincent Baudoux, Inventaire, Bruxelles, Éditions Racine, 2010, 159 p., ill. ; 29 cm (ISBN 9782873866600 et 2873866608, OCLC 893739832, BNF 43410223, présentation en ligne).

### Albums de bande dessinée

#### Collectif
- Contes de Noël du journal Spirou 1955-1969, Dupuis, coll. « Patrimoine », Marcinelle, 27 novembre 2020
Scénario : collectif dont Josse Goffin - Dessin : collectif - Couleurs : quadrichromie -  (ISBN 979-10-34738-18-2)

### Expositions

#### Expositions individuelles
- Le Monde de Josse Goffin[16], Galerie Wery, Dinant du 17 juin au 10 septembre 2023.

#### Expositions collectives
- Animaleries[17] avec Philippe Geluck, David Merveille et Pascal Lemaître, Galerie Quadri, Bruxelles du 15 janvier au 15 février 2025.

### Collections publiques
52 œuvres de cet artiste sont conservées au Centre de la gravure et de l'image imprimée à La Louvière.

## Réception

### Prix et récompenses
- 1992 :  grand prix graphique de la Foire du livre de jeunesse de Bologne pour Oh ![10],[7].

### Postérité
Selon Julos Beaucarne : 

« Josse Goffin continue sa traversée de l’univers graphique, il a une libellule sur l’oreille gauche et l’œil de l’enfance de l’art. C’est un gamin facétieux, un troll, un drôle, un lutin qui aime le rire, les arts, les couleurs, les farces et l’horizon. Nous marchons côte à côte depuis longtemps. Il trace des lignes, il contourne des cônes, des pyramides, ses personnages restent dans la mémoire visuelle, accrochés à tout jamais. À travers affiches, publicités, logos, pochettes de disque, livres pour enfants ou pour grands, Josse s’est fait son style, il a une manière bien à lui de voyager, de pénétrer la forêt du regard, il a un œil particulier pour traverser la jungle du visible. »

#### Livres
: document utilisé comme source pour la rédaction de cet article.
- Pascale Eben et Karine Magis, Répertoire des auteurs et illustrateurs de livres pour l'enfance et la jeunesse en Wallonie et à Bruxelles, Bruxelles, Wallonie-Bruxelles International, 2014, 192 p., ill. ; 26 cm (ISBN 9782930758008 et 2930758007, OCLC 944278134, lire en ligne), p. 96.
- Vincent Baudoux, Conversation avec Vincent Baudoux, Gerpinnes, Tandem, coll. « Conversation avec », 13 mai 2013, 89 p., ill. ; 18 cm (ISBN 9782873491123 et 2873491124, OCLC 1400860532, présentation en ligne).
- Maurice Rosy et José-Louis Bocquet, Rosy : C'est la vie !, Marcinelle (Belgique), Dupuis, 2014, 357 p., ill. (ISBN 978-2-8001-6080-1, présentation en ligne), p. 277.

#### Périodiques
- Luc Battieuw, « Portrait d'illustrateur : Josse Goffin », Lectures, Centre de lecture publique de la Communauté française, no 71,‎ mars - avril 1993, p. 29-31 (lire en ligne, consulté le 9 juin 2025).

### Vidéographie
- [vidéo] « A história do OH no Dia Mundial do Livro - Nono », sur YouTube
- [vidéo] « Josse Goffin - Galerie Détour - Du 29 novembre au 30 décembre 2017 », sur YouTube